# Ісак Брусберг
Ісак Олівер Брусберг (швед. Isak Oliver Brusberg, нар. 5 вересня 2006, Гетеборг, Швеція) — шведський футболіст, півзахисник клубу «Геккен».

## Ігрова кар'єра

### Клубна
Займатися футболом Брусберг почав у своєму рідному місті Гетеборг — у місцевому клубі «Бакаторп». У 2023 році футболіст опинився в клубній академії іншого клубу з Гетеборга — в «Геккені». 22 липня 2023 року у матчі проти «Вернамо» Брусберг зіграв свій перший матч на професійному рівні.
В жовтні 2023 року Брусберг підписав з клубом перший професійний контракт до кінця 2026 року та остаточно переведений до першої команди. В травні 2025 року Брусберг брав участь у переможному фіналі Кубка Швеції проти «Мальме».

### Збірна
У вересні 2023 року Ісак Брусберг зіграв першу гру в складі юнацької збірної Швеції (U-18).

## Титули
Геккен
 Переможець Кубка Швеції: 2024/25